# ヤコブ・オンドレイカ
ヤコブ・アクセル・ペア・オンドレイカ（Jacob Axel Per Ondrejka, 2002年9月2日 - ）は、スウェーデン・スコーネ県ランズクルーナ出身のプロサッカー選手。セリエA・パルマ・カルチョ1913所属。ポジションはFW。

## 来歴
12歳の時にランズクルーナBoISのユースチームに入団。2019年に16歳でトップチームに昇格。4月17日の2部リーグにあたるスーペルエッタンのFCトロルヘッタン戦でプロデビューを果たすと、27日のオートヴィーダベリFF戦では、試合開始直後にプロ初ゴールを決め、試合も5-0で大勝。プロ1年目の2019年シーズンは、2部リーグながらチームの主力として活躍し、23試合に出場。
2020年1月3日、IFエルフスボリと契約。6月14日のIFKヨーテボリ戦で、後半27分にラスムス・アルムとの交代で起用されアルスヴェンスカン初出場となり、試合も1-0で勝利。以降は出場機会が増え、2022年シーズンは30試合4ゴールを記録。2023年シーズンは途中まで12試合で6ゴールを決めた。
2023年4月18日、ロイヤル・アントワープFCがオンドレイカを獲得したことを発表。7月1日に正式に加入した。
2025年1月23日、パルマ・カルチョ1913に移籍した。

## 代表歴
2019年よりユース世代のスウェーデン代表に招集。2023年1月にフル代表に初招集。同月12日のアイスランド戦で先発で起用され、代表デビュー。1-1で迎えた後半49分に代表戦初ゴールも決め、2-1で勝利した。